# Roger Ibañez
Roger Ibañez da Silva (Canela, 23 november 1998) is een Braziliaans voetballer die doorgaans als centrale verdediger speelt. Hij verruilde AS Roma in augustus 2023 voor Al-Ahli. Ibañez debuteerde in 2022 in het Braziliaans voetbalelftal.

## Clubcarrière
Ibañez debuteerde in april 2018 voor Fluminense in de Braziliaanse Série A. Hij speelde dat jaar veertien competitiewedstrijden en debuteerde ook in de Copa Sudamericana. Dat was genoeg voor Atalanta Bergamo om hem in januari 2019 naar Italië te halen. Het werd geen gelukkig huwelijk. Ibañez kwam in zijn eerste halfjaar bij de club tot één invalbeurt in de Serie A en in het halfjaar daarna tot één invalbeurt in de Champions League. Atalanta verhuurde hem daarom in januari 2020 voor anderhalf jaar aan AS Roma. Ibañez bleek hier een stuk beter op zijn plek. Nadat hij de eerste vijf maanden niet speelde, groeide hij daarna in een paar weken tijd uit tot basisspeler. Dit bleef hij ook toen coach Paulo Fonseca in mei 2021 werd opgevolgd door José Mourinho en hijzelf in juli 2021 definitief speler van AS Roma werd. Ibañez speelde in 2021/22 ook alle vijftien wedstrijden die Roma nodig om de Conference League te winnen en in 2022/23 dertien van de vijftien wedstrijden waarin de Italiaanse ploeg de finale van de Europa League bereikte.
Ibañez verruilde AS Roma in augustus 2023 voor Al-Ahli. Hiermee was hij een van tal van voetballers die in de zomer van 2023 van een Europese competitie naar Saoedi-Arabië vertrokken. Zo haalde Al-Ahli in diezelfde periode ook Roberto Firmino, Édouard Mendy, Riyad Mahrez, Franck Kessié en Allan Saint-Maximin naar de Saudi Pro League.

## Interlandcarrière
Ibañez speelde zes wedstrijden voor het Braziliaans olympisch team. Hij debuteerde op 27 september 2022 in het voetbalelftal, in een met 5–1 gewonnen oefeninterland tegen Tunesië. Bondscoach Tite liet hem toen in de 78e minuut invallen voor Marquinhos. Tite's (interim) opvolger Ramon Menezes gunde Ibañez in maart 2023 zijn tweede interland, tegen Marokko.

## Erelijst
| Competitie                    |         |         |         |         |
| Competitie                    | Aantal  | Jaren   |         |         |
| AS Roma                       | AS Roma | AS Roma | AS Roma | AS Roma |
| ----------------------------- | ------- | ------- | ------- | ------- |
| UEFA Europa Conference League | 1x      | 2021/22 |         |         |
| Al-Ahli                       |         |         |         |         |
| AFC Champions League Elite    | 1x      | 2024/25 |         |         |